# 金岷日报
《金岷日报》，原称《新川南日报》，并另出版《金岷晚刊》，是中华民国时期四川的一份报纸，创刊于1932年3月，地址在四川宜宾公园内。

## 沿革
1932年3月创刊，编辑许培膏、王元伯、王新声、李继先任经理主任，经费由叙南九县分担。同年6月，李继先挪用社款致使无钱付印刷费而停刊。经县长毛自材与团练局长雷东垣出面维持。并另组织董事会，毛自材、雷东垣及驻军周瑞麟团长为董事长。县府建设科科长萧大荣任社长，主持社务。欠华昌之印刷费，经双方协商，义让部分，剩下由萧大荣负责偿还，才使报纸得以维持，编辑有许培膏、熊瑞文、尹必光等人。1935年1月，叙南各县组织民团防堵中国工农红军，熊、尹二人参加民团工作，许培膏辞职，报纸又濒临停刊。当时正值原《叙南日报》记者梅村爱华随黄复生视察川南党务，萧大荣托付管理。后又请清共主任程寄零代编中外新闻、周素薰代编本省新闻。同年3月，萧大荣去重庆，继之毛自材也离开宜宾，报社再次陷入困境。梅村爱华负责革新版式，改良内容，并将报纸立场改在民众方面，使营业额增加，同时追缴各县欠款。发行量增至千份，并扩大为一中张半。由于报纸改革，引起士绅不满，事端屡次爆发。1935年5月10日，报社存纸用尽，程寄零离开报社，报纸停版。
梅村爱华之后赊贷度日，使报社重建。程寄零回报社，梅伯昌任董事长。实际一切社务仍由梅村爱华主持。不久梅、周因事离开报社，同年7月1日，报社公推县党务指导员冯竹如任社长兼总经理，总编辑苏重泓，编辑黄思明、孙吉文、萧如锋。但因经营不善，销量下降，报社被迫改组，由王复初任社长。不久由政训室主任李崇真兼任社长。1936年1月，改由谢寅初任社长。
1936年9月，报社又再次改组，《新川南日报》改名为《金岷日报》，于1936年9月1日出版，4开4版，有时出4开6版。1937年时，又为4开2版竖排，由冷薰南书写报名。《金岷日报》为第六行政督察区专员公署的机关报，经费由地方法团捐资，并另成立董事会，由专员、宜宾县长冷薰南任董事长。先后任社长的有陈范可、冯竹如、刘治国、赖石亭、何守仁，先后任总编辑的有陈范可、石克士、许培膏，先后担任主笔、编辑的有赵石如、邓具民、关伯镛、萧如峰等。报纸每日发行千余份，最高时达2000份。还另出有《金岷晚刊》半中张。1938年3月13日，古永材说服时任第六行政督察专员公署专员冷寅东主持成立的国际反侵略运动大会中国分会四川省宜宾区会。它吸收了党、政、军、民、机关、法团、学校、宗教界、文化界和知名人士参加，冷寅东兼任会长，古永材任秘书长。办公室就设在《金岷日报》社楼，之后发表书面宣言，号召大家“为团结同胞，反对侵略”。
1938年8月至1939年春，中共宜宾中心县委曾派邵允文、刘曜林、严亮畴、曾冕庄等先后进入报社，担任编辑。之后冷薰南离去，报社经费困难，1944年停刊。